# Chesterfield Inlet

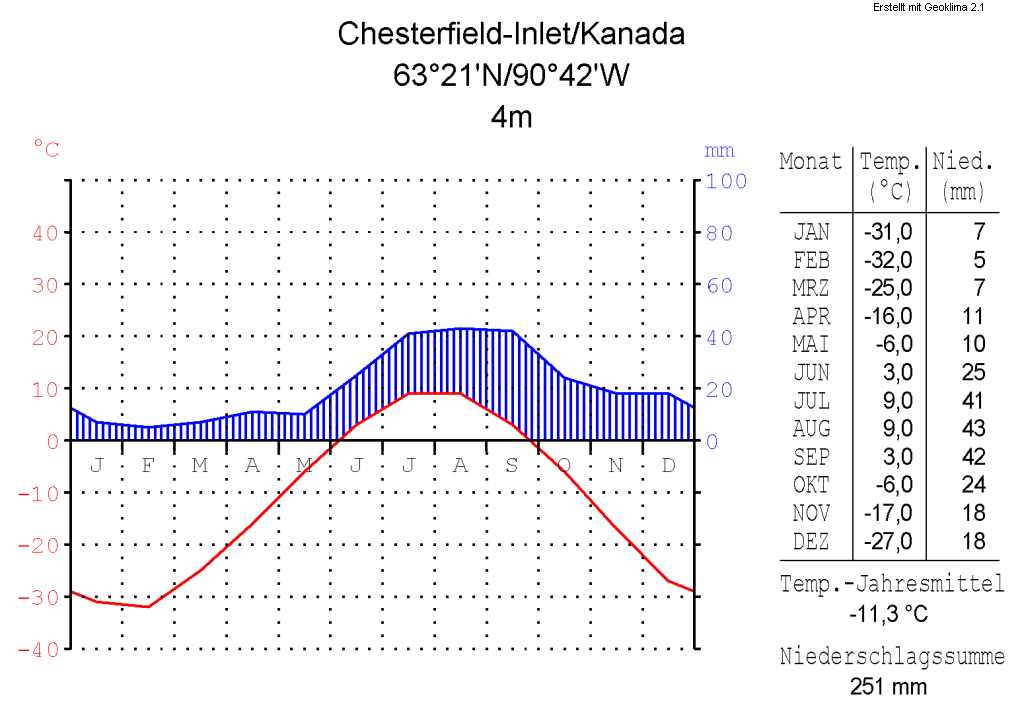
Klimadiagramm

Chesterfield Inlet (von den Inuit Igluligaarjuk, „Ort mit ein paar Schneehäusern“ genannt), Territorium Nunavut, ist eine an der Westküste der Hudson Bay, südlich der gleichnamigen Meeresbucht und etwa 100 Kilometer nördlich von Rankin Inlet gelegene Siedlung mit etwa 450 Einwohnern (davon 93 % Inuit). 
Das Gebiet um Chesterfield Inlet ist seit etwa 4.000 Jahren von Vorfahren der Inuit besiedelt; noch heute finden sich hier Relikte aus der Zeit der Thule-Kultur. Die ersten Europäer erreichten das Gebiet im 18. Jahrhundert auf der Suche nach der Nordwestpassage, fanden jedoch nur größere Walvorkommen. Mitte des 19. Jahrhunderts bis Anfang des 20. Jahrhunderts kamen dann Walfänger, die sich von den Inuit Karibus jagen ließen, sie zum Walfang anheuerten und mit ihnen Handel trieben. 
Die Hudson’s Bay Company errichtete hier 1911 ihren ersten festen Handelsposten in der Arktis. 1912 entstand durch Oblaten-Patres eine bedeutende Missionsstation der römisch-katholischen Kirche mit Gotteshaus, Hospital und Missionsschule, imposanten Bauten, die Chesterfield Inlet den Ruf „Vatikan des Nordens“ einbrachten. 1951 wurde die erste öffentliche Schule eingerichtet und von katholischen Nonnen, den Grey Nuns, betreut (heute Tangmavik Hotel). Bis Mitte der 1950er Jahre war Chesterfield Inlet, das 1980 den Status „Hamlet“ (Gemeinde) erhielt, so das bedeutendste Zentrum nördlich von Churchill. Dennoch blieb die Siedlung bis heute neben Whale Cove die kleinste im Kivalliq-Distrikt; Rankin Inlet mit seiner Nickel-Mine hat ihm den Rang abgelaufen.